# Enalaprilat
Enalaprilat ist ein synthetisches Dipeptid und gehört als pharmazeutischer Wirkstoff zur Klasse der ACE-Hemmer. Es war der erste Vertreter mit zwei Carbonsäuregruppen. In der Leber wird es durch enzymatische  Hydrolyse von Enalapril gebildet und ist der eigentliche, aktive Wirkstoff. Die Verbindung enthält als Strukturelemente die chiralen Aminosäuren L-Alanin und L-Prolin und ist daher selbst chiral. Letztere Aminosäure war schon im ACE-Hemmer Captopril verwendet worden. Die Verbindung ist ein farbloser Feststoff.

## Geschichte
Die Dicarbonsäure wurde erstmals in einem Forschungsprogramm der US-amerikanischen Firma Merck Sharp & Dome zur Synthese neuer Inhibitoren des Angiotensin- konvertierenden Enzyms (ACE) synthetisiert, mit dem Ziel, neue blutdrucksenkende Wirkstoffe zu finden. Sie trug die firmeninterne Bezeichnung MK-422.

## Synthese
Für die ersten pharmakologischen Untersuchungen wurde die Dicarbonsäure durch reduktive Kondensation von 2-Oxo-4-phenylbuttersäure mit der Aminogruppe des Dipeptids L-Alanyl-L-prolin gewonnen. Dabei erfolgt zuerst eine Addition der NH2-Gruppe an die Ketogruppe und nach Zugabe des Reduktionsmittels Natriumcyanoborhydrid (NaCNBH3) in situ eine Hydrierung des im chemischen Gleichgewicht stehenden Imins.
Da die Ketogruppe und das Imin prochirale Strukturelemente sind, entstehen a priori zwei Diastereomere mit (S,S,S)- bzw. (R,S,S)-Konfiguration, welche durch Chromatographie getrennt wurden.

## Pharmakologische Eigenschaften
Die hemmende Wirkung der synthetisierten Substanzen auf das isolierte angiotensinaktivierende Enzym (ACE) wurde in vitro untersucht. Es ergab sich, dass das (R,S,S)-Diastereomer eine schwächere Wirkung als das (all-S)-konfigurierte Molekül zeigte; denn die mittleren inhibitorischen Konzentrationen IC50 differieren um beinahe zwei Zehnerpotenzen (8,2 × 10−7 versus 1,2 × 10−9 Mol). Die ca. 700 mal aktivere Substanz wirkt also bereits im nanomolaren Bereich.

## Verwendung
(all-S)-Enalaprilat zeigt Mängel bei einer unmittelbaren Verwendung als Arzneistoff für den Menschen. Er kann nur intravenös verabreicht werden. Dabei kommt das Enalaprilatdihydrat zum Einsatz. Im Magen-Darm-Trakt wird Enalaprilat nicht genügend resorbiert und kann deswegen nicht oral in Tablettenform verabreicht werden. Daher wurden Prodrugs synthetisiert, welche den Wirkstoff erst in vivo freisetzen, so z. B. Enalapril.

## Handelsnamen
- EnaHEXAL i.v (D), Vasotec i.v. (CA)